# Сен-Мартен-су-Вигуру
Сен-Марте́н-су-Вигуру́ (фр. Saint-Martin-sous-Vigouroux, окс. Sant Martin de Vigorós) — коммуна во Франции, находится в регионе Овернь. Департамент — Канталь. Входит в состав кантона Пьерфор. Округ коммуны — Сен-Флур.
Код INSEE коммуны — 15201.
Коммуна расположена приблизительно в 440 км к югу от Парижа, в 100 км южнее Клермон-Феррана, в 29 км к востоку от Орийака.

## Население
Население коммуны на 2008 год составляло 260 человек.
| 1962 | 1968 | 1975 | 1982 | 1990 | 1999 | 2008 |
| ---- | ---- | ---- | ---- | ---- | ---- | ---- |
| 354  | 418  | 410  | 382  | 357  | 279  | 260  |

## Экономика
В 2007 году среди 131 человека в трудоспособном возрасте (15—64 лет) 97 были экономически активными, 34 — неактивными (показатель активности — 74,0 %, в 1999 году было 56,4 %). Из 97 активных работали 90 человек (54 мужчины и 36 женщин), безработными были 7 женщин. Среди 34 неактивных 10 человек были учениками или студентами, 17 — пенсионерами, 7 были неактивными по другим причинам.

## Достопримечательности
- Замок Лескюр[фр.] (XV век). Памятник истории с 1995 года[3]
- Церковь Сен-Мартен (XIII век). Памятник истории с 1968 года[4]
- Замок Вигуру[фр.] (XV век). Памятник истории с 1987 года[5]
- Замок Ла-Вольпилер[фр.] (XV век)